# Pterotaea succurva
Pterotaea succurva är en fjärilsart som beskrevs av Frederick H. Rindge 1970. Pterotaea succurva ingår i släktet Pterotaea och familjen mätare. Inga underarter finns listade.